# GSC3510-104
GSC3510-104 — хімічно пекулярна зоря спектрального класу A3, що має видиму зоряну величину в смузі V приблизно  8,9.
Вона  розташована на відстані близько 679,5 світлових років від Сонця.